# دیرینه‌زیستی
| زمان‌بندی زمین‌شناسی     |                          |                          |                          |
| پیدازیستی (فانروزوئیک) | نوزیستی (سنوزوئیک)       | کواترنری                 |                          |
| پیدازیستی (فانروزوئیک) | نوزیستی (سنوزوئیک)       | نئوژن                    |                          |
| پیدازیستی (فانروزوئیک) | نوزیستی (سنوزوئیک)       | پالئوژن                  |                          |
| پیدازیستی (فانروزوئیک) | میانه‌زیستی (مزوزوئیک)    | کرتاسه                   |                          |
| پیدازیستی (فانروزوئیک) | میانه‌زیستی (مزوزوئیک)    | ژوراسیک                  |                          |
| پیدازیستی (فانروزوئیک) | میانه‌زیستی (مزوزوئیک)    | تریاس                    |                          |
| پیدازیستی (فانروزوئیک) | دیرینه‌زیستی (پالئوزوئیک) | پرمین                    |                          |
| پیدازیستی (فانروزوئیک) | دیرینه‌زیستی (پالئوزوئیک) | کربونیفر                 |                          |
| پیدازیستی (فانروزوئیک) | دیرینه‌زیستی (پالئوزوئیک) | دوونین                   |                          |
| پیدازیستی (فانروزوئیک) | دیرینه‌زیستی (پالئوزوئیک) | سیلورین                  |                          |
| پیدازیستی (فانروزوئیک) | دیرینه‌زیستی (پالئوزوئیک) | اردویسین                 |                          |
| پیدازیستی (فانروزوئیک) | دیرینه‌زیستی (پالئوزوئیک) | کامبرین                  |                          |
| نهان‌زیستی (پرکامبرین)  | پیشین‌زیستی (پروتروزوئیک) | پیشین‌زیستی (پروتروزوئیک) | پیشین‌زیستی (پروتروزوئیک) |
| نهان‌زیستی (پرکامبرین)  | نخست‌زیستی (آرکئن)        |                          |                          |
| نهان‌زیستی (پرکامبرین)  | پیشازیستی (هادئن)        |                          |                          |

دیرینه‌زیستی یا پالئوزوئیک (به انگلیسی: Paleozoic) که دوران اول زمین‌شناسی یا دیرین‌زیوی∗ نیز نامیده می‌شود، یکی از سه دوران زمین‌شناسی در ابردوران پیدازیستی است. در ابتدای این دوران منطقه وسیعی از زمین را اقیانوس‌ها شامل می‌شدند؛ اما در اواخر این دوران، مناطقی از زمین و قاره بزرگ پانگه‌آ از زیر اقیانوس‌ها بیرون آمدند و رشته‌کوه‌هایی نیز تشکیل شد.

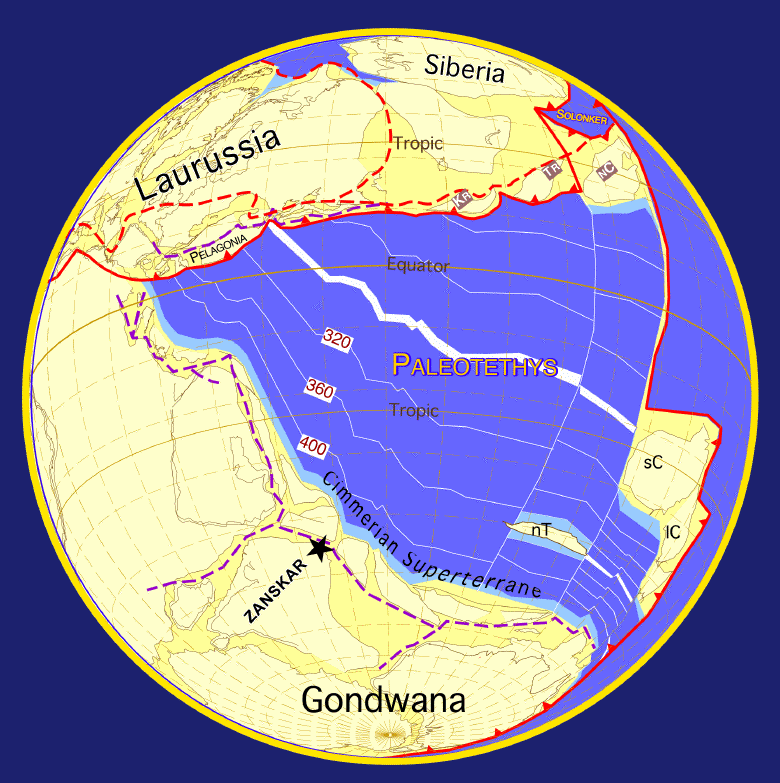
زمین در دوران دیرینه‌زیستی.

در طول این دوران، با وفور جانوران بی‌مهره، روبه‌رو هستیم؛ به طوری که گاهی این دوران را به نام دوران بی‌مهرگان می‌شناسند. وجود دریای کم‌عمق و گرم در دوره کامبرین که بیشتر سطح زمین را می‌پوشاند، یکی از دلایل عمده بزرگ‌ترین تحولات جانداران و فراوانی بی‌مهرگان آبزی و صدف‌دار مانند سه‌بندی‌ها (تریلوبیت‌ها) که از گروه بندپایان بودند و بدنشان شامل سر و سینه و دم بود و دارای پوست سخت نیز بودند. اندازه این موجودات از چند سانتیمتر یا حتی چند دسیمتر تجاوز نمی‌کرد. تریلوبیت‌ها مانند خرچنگ‌های نعلی حال حاضر بودند و در مناطق کم عمق اقیانوس‌ها زندگی می‌کردند. در واقع تریلوبیت‌ها از سنگواره‌های راهنمای این دوران محسوب می‌شوند. این موجودات در سرتاسر دوران دیرینه‌زیستی زندگی می‌کردند.
مهره‌داران شامل نخستین ماهی‌ها در دوره اردوویسین ظاهر شدند. و چون بدن آنها پوشیده شده از صفحات استخوانی بود ٬به آنها زره‌دار می‌گویند.

نخستین گیاهان نیز در دوره سیلورین ظاهر شدند که ریشه، ساقه و برگ نداشتند و به جای این اندام‌ها ساختاری قابل انعطاف داشتند و با هاگ تولید مثل می‌کردند.

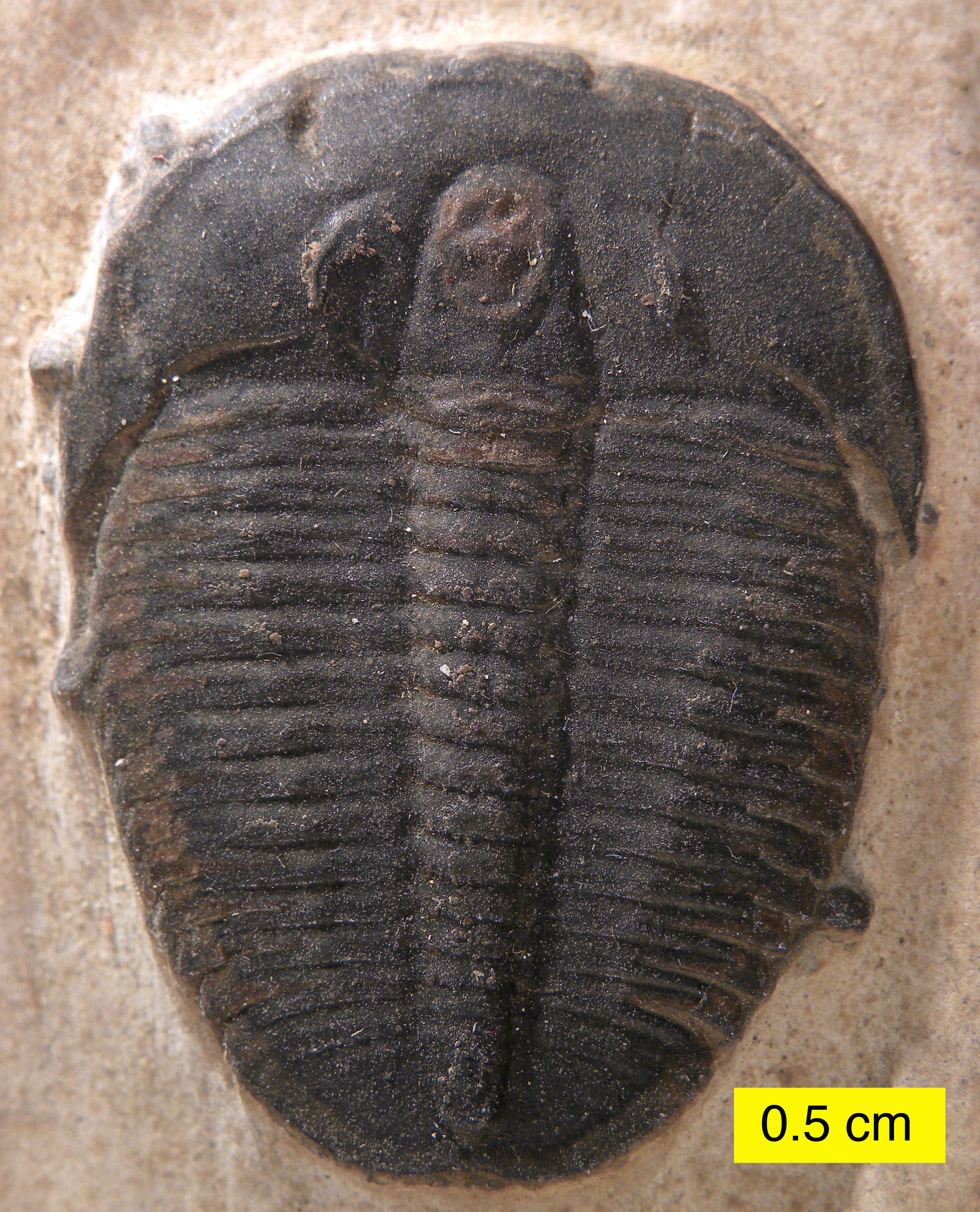
تریلوبیت‌ها در ابتدای دوره به‌وجود آمدند و در سراسر این دوره وجود داشتند تا در پرمین منقرض شدند

در دوره بعدی یعنی دوونین نخستین دوزیستان و نخستین درختان از نهان‌زادگان آوندی که با دانه تولید مثل می‌کردند، به‌وجود آمدند. همچنین در دوره کربونیفر انواع گیاهان خشکی زی گسترش یافتند. گرمی هوا باعث توسعه جنگل‌های انبوه گردید که بخش بزرگی از نیمکره شمالی را دربر گرفت. زغال سنگ موجود در بخش‌هایی از آمریکا و اروپا از مدفون شدن این گیاهان تشکیل شده است. در دریاهای این دوره نیز گروهی از بی‌مهرگان به نام بازوپایان زیست می‌کردند که دارای دو صدف بالایی و پایینی بودند. که از آن جمله می‌توان به بازوپایان اسپی‌ریفر اشاره نمود.

در دوره کربونیفر نخستین خزنده که شبیه سوسمار بود ظاهر شد. این خزنده بر خلاف دوزیستان قادر به تخم‌گذاری در خشکی بود. در دوره پرمین تعداد این نوع خزندگان زیاد شد و تعدادی از جانداران گذشته مانند تریلوبیت‌ها منقرض شدند.
دسته‌بندی زمان‌های زمین‌شناختی به دوران‌های گوناگون به کارهای جووانی آردوئینو در سده ۱۸ میلادی برمی‌گردد.
دوران دیرینه‌زیستی زیرمجموعه‌ای است از یک ابردوران (ائون) به نام پیدازیستی:
دوران دیرینه‌زیستی که از حدود ۵۹۰ میلیون سال پیش آغاز و در ۲۲۵ میلیون سال پیش پایان یافت، خود شامل شش دوره است:
| دوران       | دوره     | دور             | میلیون سال پیش |
| ----------- | -------- | --------------- | -------------- |
| دیرینه‌زیستی | پرمین    | لوپینجیوم       | ۲۵۱–۲۶۰٬۴      |
| دیرینه‌زیستی | پرمین    | گوادالوپین      | ۲۶۰٬۴–۲۷۰٬۶    |
| دیرینه‌زیستی | پرمین    | سیسورالین       | ۲۷۰٬۶–۲۹۹      |
| دیرینه‌زیستی | کربونیفر | پنسیلوانین      | ۲۹۹–۳۱۸٬۱      |
| دیرینه‌زیستی | کربونیفر | میسیسیپین       | ۳۱۸٬۱–۳۵۹٬۲    |
| دیرینه‌زیستی | دوونین   | دوونین پسین     | ۳۵۹٬۲–۳۸۵٬۳    |
| دیرینه‌زیستی | دوونین   | دوونین میانه    | ۳۸۵٬۳–۳۹۷٬۵    |
| دیرینه‌زیستی | دوونین   | دوونین آغازین   | ۳۹۷٬۵–۴۱۶      |
| دیرینه‌زیستی | سیلورین  | پریدولی         | ۴۱۶–۴۱۸٬۷      |
| دیرینه‌زیستی | سیلورین  | لودلو           | ۴۱۸٬۷–۴۲۲٬۹    |
| دیرینه‌زیستی | سیلورین  | ونلاک           | ۴۲۲٬۹–۴۲۸٬۲    |
| دیرینه‌زیستی | سیلورین  | لاندووری        | ۴۲۸٬۲–۴۴۳٬۷    |
| دیرینه‌زیستی | اردویسین | اردویسین پسین   | ۴۴۳٬۷–۴۶۰٬۹    |
| دیرینه‌زیستی | اردویسین | اردویسین میانه  | ۴۶۰٬۹–۴۷۱٬۸    |
| دیرینه‌زیستی | اردویسین | اردویسین آغازین | ۴۷۱٬۸–۴۸۸٬۳    |
| دیرینه‌زیستی | کامبرین  | فورونجین        | ۴۸۸٬۳–۴۹۹      |
| دیرینه‌زیستی | کامبرین  | سری ۳           | ۴۹۹–۵۱۰        |
| دیرینه‌زیستی | کامبرین  | سری ۲           | ۵۱۰–۵۲۱        |
| دیرینه‌زیستی | کامبرین  | ترنئووین        | ۵۲۱–۵۴۲        |